# بونيا دي لا سييرا
بلدية بونيا دي لا سييرا (بالإسبانية: Bonilla de la Sierra) هي بلدية تقع في مقاطعة آبلة التابعة لمنطقة قشتالة وليون وسط إسبانيا.

## الجغرافيا
تبلغ مساحة بلدية بونيا دي لا سييرا 55,06 كم²
| الشمال الشرقي: فيانويفا ديل كامبيو           | الشمال: باسكوالكوبو          | الشمال الغربي: ثاباردييل دي لا كانيادا |
| الشرق: كاساس ديل بويرتو، فيانويفا ديل كامبيو |                              | الغرب: تورتوليس، بيثيدياس              |
| الجنوب الشرقي: فيافرانكا دي لا سييرا         | الجنوب: سان ميغيل دي كرونيخا | الجنوب الغربي: ميسيغار دي كورنيخا      |

## الديموغرافيا
يبلغ عدد سكان بلدية بونيا دي لا سييرا 134 نسمة عام 2011 (وفقاً للمعهد الوطني للإحصاء الإسباني).
| 202 | 198 | 185 | 160 | 155 | 136 | 134 |